# جوناثان كوينتيرو
جوناثان كوينتيرو (بالإسبانية: Jonathan Quintero)‏ هو لاعب كرة قدم مكسيكي، ولد في 17 مارس 1995.